# Lista de conflitos envolvendo o México
Esta é uma lista de conflitos envolvendo o México desde 1810 até os dias atuais.
| Conflito                                                  | Combatente 1 | Combatente 2 | Resultado |
| --------------------------------------------------------- | --- | --- | --- |
| Guerra da Independência do México (1810–1821)             | Mexico · Insurgentes · Exército das Três Garantias                                                                                    | Espanha | Vitória - Independência do México |
| Expedição do General Long (1821)                          | Mexico | Rebeldes tejanos | Vitória - Captura do General Long. |
| Tentativas de reconquista espanhola no México (1821-1829) | Mexico | Espanha | Vitória - A Espanha reconhece a independência do México em 1829. |
| Guerra Mexicano-Comanche (1821-1848)                      | Mexico | Comanches Kiowas | Derrota - Muitos ataques Comanche bem-sucedidos. |
| Guerra México-Apaches (1821-1915)                         | Mexico | Apaches | Vitória |
| Guerra da Yaqui (1821-1929)                               | Mexico | Yaquis | Vitória |
| Guerras da Navajos (1821-1933)                            | Mexico | Navajos | Vitória |
| Guerra dos Pastéis (1838-1839)                            | Mexico | França · Reino Unido | Derrota |
| Conflito México-Guatemala (1842-1882)                     | Mexico | Guatemala | Vitória - Reafirmação definitiva da soberania dos territórios em favor do México. |
| Guerra Mexicano-Americana (1846–1848)                     | Mexico | Estados Unidos | Derrota - Tratado de Guadalupe Hidalgo - Cessão Mexicana |
| Segunda intervenção francesa no México (1862-1867)        | Mexico | França · Segundo Império Mexicano · Império Austríaco · Bélgica · Espanha · Reino Unido · Egito Otomano · Revolucionários poloneses                                                         | Vitória dos mexicanos republicanos - Estabelecimento, e depois queda, do Segundo Império Mexicano Retirada das tropas francesas Execução do Imperador Maximiliano I, Miguel Miramón e Tomás Mejía. |
| Revolução Mexicana (1910-1920)                            | Grupos revolucionários | Contra-revolucionários | Vitória revolucionária - Porfirio Díaz e Victoriano Huerta foram afastados do poder e exilados. - A Constituição mexicana de 1917 é promulgada. - Derrota dos rebeldes Villa e Zapata pelos seus pares constitucionalistas. - Assassinato político de presidentes e líderes revolucionários. - Fundação do Partido Nacional Revolucionário. |
| Guerra Cristera (1926-1929)                               | Governo Mexicano Exército Mexicano | Cristeros | Cessar-fogo - O governo mexicano assina um acordo de paz com os Cristeros através do embaixador americano, Dwight Whitney Morrow, para acabar com a violência. - O reconhecimento de certos direitos e a Igreja Católica reabriram no México por volta de 1929, durante a presidência de Emilio Portes Gil, embora algumas leis governamentais anticlericais tenham permanecido em vigor até 1992, quando o governo alterou a constituição concedendo status legal a todos os grupos religiosos grupos. |
| Segunda Guerra Mundial (1942-1945)                        | Mexico · Estados Unidos · Reino Unido · União Soviética · França · China · - Outros Aliados: Aliados da Segunda Guerra Mundial        | Alemanha Nazista · Japão · Itália Fascista (até 1943) · República Social Italiana (a partir de 1943) - Outros Aliados: Potências do Eixo                                                    | Vitória - Dissolução da Alemanha Nazista. - Criação das Nações Unidas. - Emergência dos Estados Unidos e da União Soviética como superpotências. - Começo da Guerra Fria. |
| Guerra suja (1952-2000)                                   | Mexico | Partido Comunista Mexicano Partido dos Trabalhadores Mexicanos Exército Zapatista de Libertação Nacional Exército Popular Revolucionário Partido dos Pobres Liga Comunista 23 de Septiembre | Vitória - Continuação do governo do Partido Revolucionário Institucional *A maioria dos grupos guerrilheiros de esquerda foi dissolvida. |
| Conflito México-Guatemala (1958-1959)                     | Mexico | Guatemala | Cessar-fogo - As represálias mexicanas são interrompidas pelo recém-eleito presidente Adolfo López Mateos *As relações diplomáticas entre as duas nações estão congeladas há vários meses. |
| Levante zapatista (1994)                                  | Mexico | Exército Zapatista de Libertação Nacional | Vitória do exército mexicano |
| Guerra contra o narcotráfico no México (2006-)            | Grupos comunitários de autodefesa Forças armadas do México Exército Popular Revolucionário Exército Revolucionário do Povo Insurgente | Cartéis de drogas | Continua |